# Agnes Douglas, Condessa de Argyll
Agnes Douglas (Castelo de Lochleven, 1574 — Argyll, 3 de maio de 1607) foi uma nobre escocesa. Ela foi condessa de Argyll pelo seu casamento com Archibald Campbell, 7.º Conde de Argyll. Devido a sua beleza, ela e suas seis irmãs eram conhecidas como "as sete pérolas de Lochleven".

## Família
Agnes foi uma das filhas de William Douglas, 6.º Conde de Morton e de Agnes Leslie. Os seus avós paternos eram Sir Robert Douglas de Lochleven e Margaret Erskine, que foi amante do rei Jaime V da Escócia. Os seus avós maternos eram George Leslie, 4.º Conde de Rothes e Margaret Crichton.
Sua avó paterna, Margaret, foi a filha ilegítima da princesa Margarida Stewart, irmã de Jaime III da Escócia, e de William Crichton, 3.º Senhor Crichton. Portanto, Agnes era uma descendente do rei Jaime II da Escócia e de Maria de Gueldres.
Também foi sobrinha de Jaime Stuart, 1.º Conde de Moray, regente da Escócia e meio-irmão da rainha Maria da Escócia, por parte de sua avó materna, Margaret Erskine.
Ela teve dez irmãos, entre eles: James, último comendador da Abadia de Melrose; Margaret, esposa de Sir John Wemyss; Eupheme, esposa de Sir Thomas Lyon, Mestre de Glamis; Robert, Mestre de Morton, marido de Jean Lyon; Elizabeth, esposa de Francis Hay, 9.º Conde de Erroll; Mary, esposa de Walter Ogilvy, 1.º Senhor Ogilvy de Deskford; Cristiana, casada primeiro com Laurence Oliphant, Mestre de Oliphant, e depois com Alexander Home, 1.º Conde de Home; Sir Archibald, marido de Barbara Forbes; Sir George, marido de Margaret Forrester, e Jean Douglas.

## Biografia
No dia 24 de julho de 1592, com aproximadamente 18 anos de idade, Agnes casou-se com o conde Archibald Campbell, filho de Colin Campbell, 6.º Conde de Argyll e de Agnes Keith, também conhecida como Anne, cujo primeiro marido foi o 1.º Conde de Moray.
A condessa era católica, fato que influenciou na conversão de Archibald, em 1618, onze anos após a morte da esposa.
O casal teve três filhos, duas meninas e um menino.
Agnes faleceu no dia 3 de maio de 1607, por volta de 33 anos de idade. Foi enterrada na Igreja Paroquial de Kilmun e Mausoléu de Argyll, na península de Cowal.
Após sua morte, seu marido casou-se com Anne Cornwallis, em 1610, e teve mais três filhos.

## Descendência
- Annabella Campbell (m. 1652), foi esposa de Robert Kerr, 2.º Conde de Lothian, com quem teve três filhos;
- Anne Campbell (1594 – 14 de junho de 1638), foi esposa de George Gordon, 2.º Marquês de Huntly, com quem teve oito filhos;
- Archibald Campbell, 1.º Marquês de Argyll (março de 1607 – 27 de maio de 1661), sucessor do pai e de facto chefe de governo da Escócia. Foi casado com Margaret Douglas, com quem teve cinco filhos.